# Хидроцикл
Хидроцикл (енгл. Hydrocycle) је превозно средство налик бициклу које плута по води. Хидроцикл је у употреби од 1890'их. Ово превозно средство се покреће уз помоћ пропелера, који се окреће када возач окреће педале од којих се на њега преноси енергија.
Хидроцикл обично има само једног возача, али је могуће попречно поставити два седишта. Ово превозно средство плови уз помоћ два понтона и даске за сурфинг. Конструкција је јако једноставна, а данас постоје додаци којим се свакодневни бицикл може претворити у хидроцикл.
Поред хидроцикла, ово превозно средство има још имена као што су Морецикл и Хидро бицикл.